# Болугур
Болугур (рос. Болугур) — село Амгинського улусу, Республіки Саха Росії. Входить до складу Болугурського наслегу.
Населення — 1436 осіб (2015 рік).